# Cratere Adapa
Adapa è un cratere sulla superficie di Ganimede.